# Puelia
Puelia és un gènere de la família de les poàcies. És originari de l'Àfrica tropical.
És l'únic gènere de la tribu Puelieae.

## Taxonomia
El gènere va ser descrit per Adrien René Franchet i publicat a Bulletin Mensuel de la Société Linnéenne de Paris 1: 674. 1887. L'espècie tipus és Puelia ciliata Franch.
Citologia
El nombre cromosòmic bàsic és x = 12, amb nombres cromosòmics somàtics de 2n = 24. diploide.
- Puelia acuminata
- Puelia ciliata
- Puelia coriacea
- Puelia dewevrei
- Puelia guluensis
- Puelia occidentalis
- Puelia olyriformis
- Puelia schumanniana
- Puelia subsessilis